# 島田道男
島田 道男（しまだ みちお、1952年11月14日 - ）は日本の武道家。

## 略歴
高校時代は柔道、中央大学時代には厳誠流空手を学んだ。1970年代後半より澤井健一の下で太気拳の稽古に励み、1985年、澤井健一に命ぜられ太気拳道場『気功会』を開設。澤井死去後は道場を閉鎖していたが、1998年より東京都新宿区にて道場を再開している。
1980年代、当時雑誌編集者だった漫画家・板垣恵介の取材の申込みを受けて自身の道場で対戦。板垣は自著『板垣恵介の格闘士烈伝』（徳間書店、1999年）に「太気拳のS先生」と島田の名前を伏せた上でこの時のことを記しており、自衛官時代にボクシングで国民体育大会に出場し少林寺拳法二段位も持つ自分が、あまりの実力差に拳を交える前から戦意を失い、何もできず一方的に叩きのめされたと語っている。

## 参考
ビデオ（DVD）
- 『島田道男 太気拳』
- 『島田道男 太氣拳の実践 立禅』
- 『立禅と意』

## 注
1. ↑  後年二人は雑誌『秘伝』（2006年12月号、2007年1月号）にて対談している。

## リンク
太氣至誠拳法氣功会